# Одрадівка (Берестинський район)
Одра́дівка — село в Україні, у Берестинському районі Харківської області. Населення становить 64 осіб. Орган місцевого самоврядування — Наталинська сільська громада.

## Географія
Село Одрадівка знаходиться на березі річки Вошива, вище за течією на відстані 2 км розташоване село Кобзівка, нижче за течією на відстані в 2 км розташоване село Лукашівка. Поруч проходить автомобільна дорога М18 (E105).

## Історія
1883 — дата заснування.
Під час організованого радянською владою Голодомору 1932—1933 років померло щонайменше 11 жителів села.
22 червня 2023 року рішенням №230 Національної комісії зі стандартів державної мови віднесено до списку населених пунктів, які «можуть не відповідати лексичним нормам української мови», зокрема стосуватися «російської імперської чи колоніальної політики». Громаді рекомендовано обґрунтувати доцільність збереження поточної назви або запропонувати нову назву в установленому законодавством порядку.

## Населення
Згідно з переписом УРСР 1989 року чисельність наявного населення села становила 78 осіб, з яких 31 чоловік та 47 жінок.
За переписом населення України 2001 року в селі мешкали 64 особи.

### Мова
Розподіл населення за рідною мовою за даними перепису 2001 року:
| Мова       | Відсоток |
| ---------- | -------- |
| українська | 98,44 %  |
| російська  | 1,56 %   |

## Економіка
- Молочно-товарна ферма.